# Càmera corporal

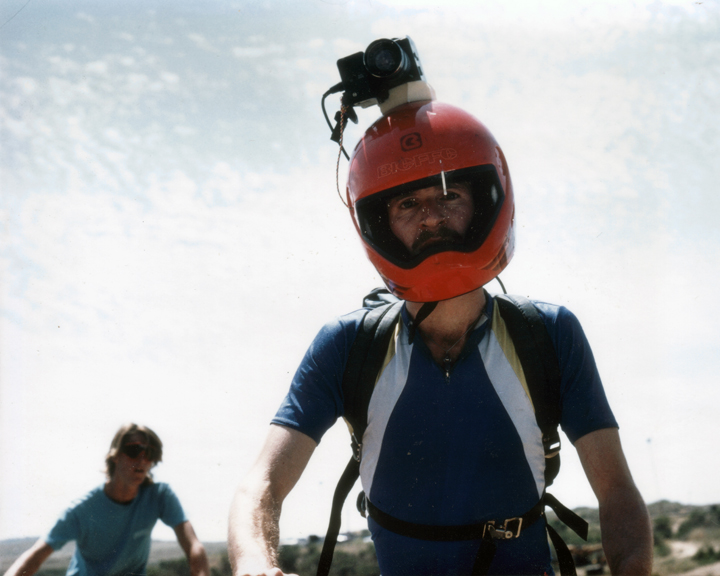
Ciclista utilitzant una de les primeres càmeres corporals al casc, 1980

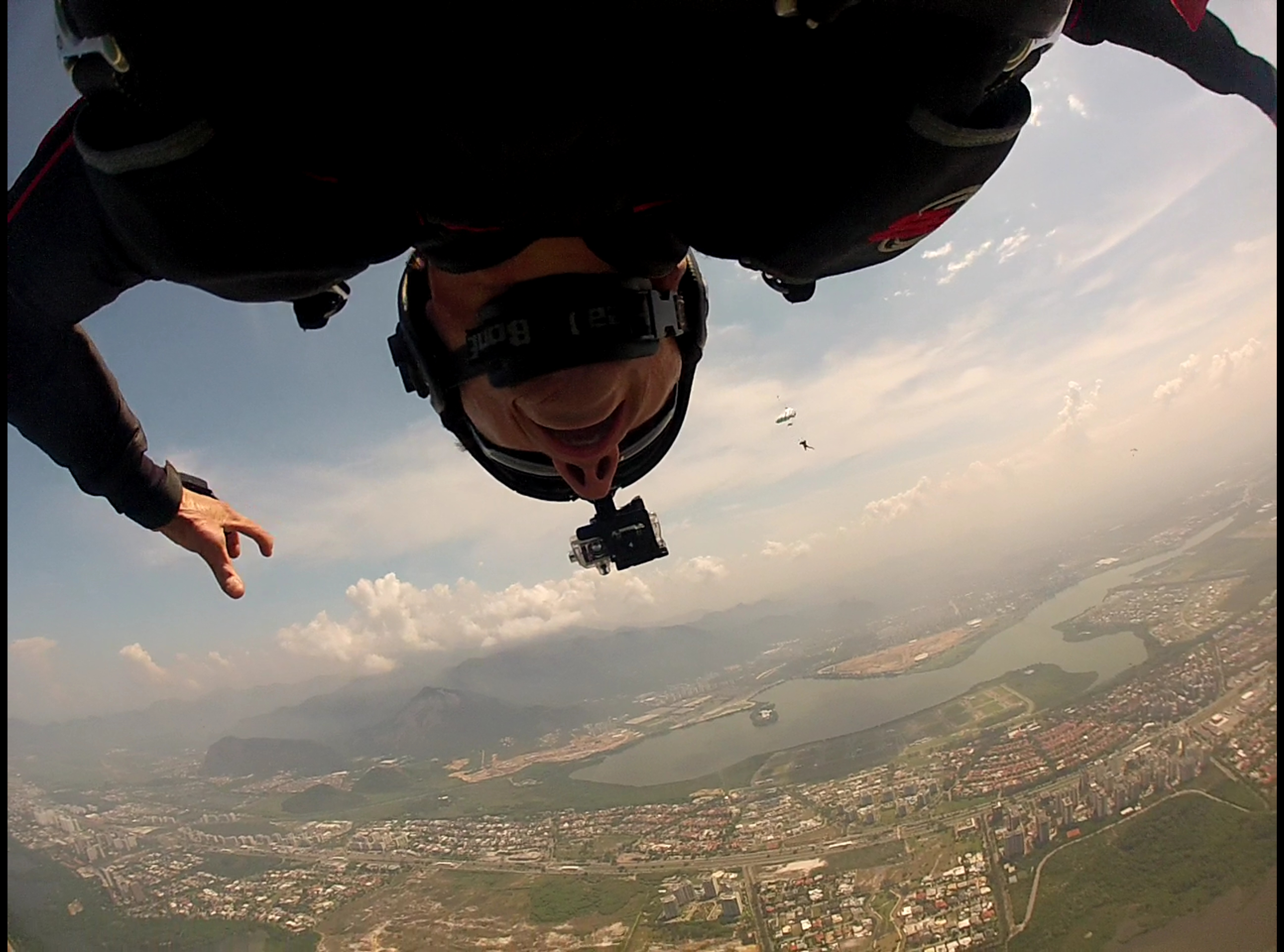
Paracaigudista amb una càmera corporal al casc.

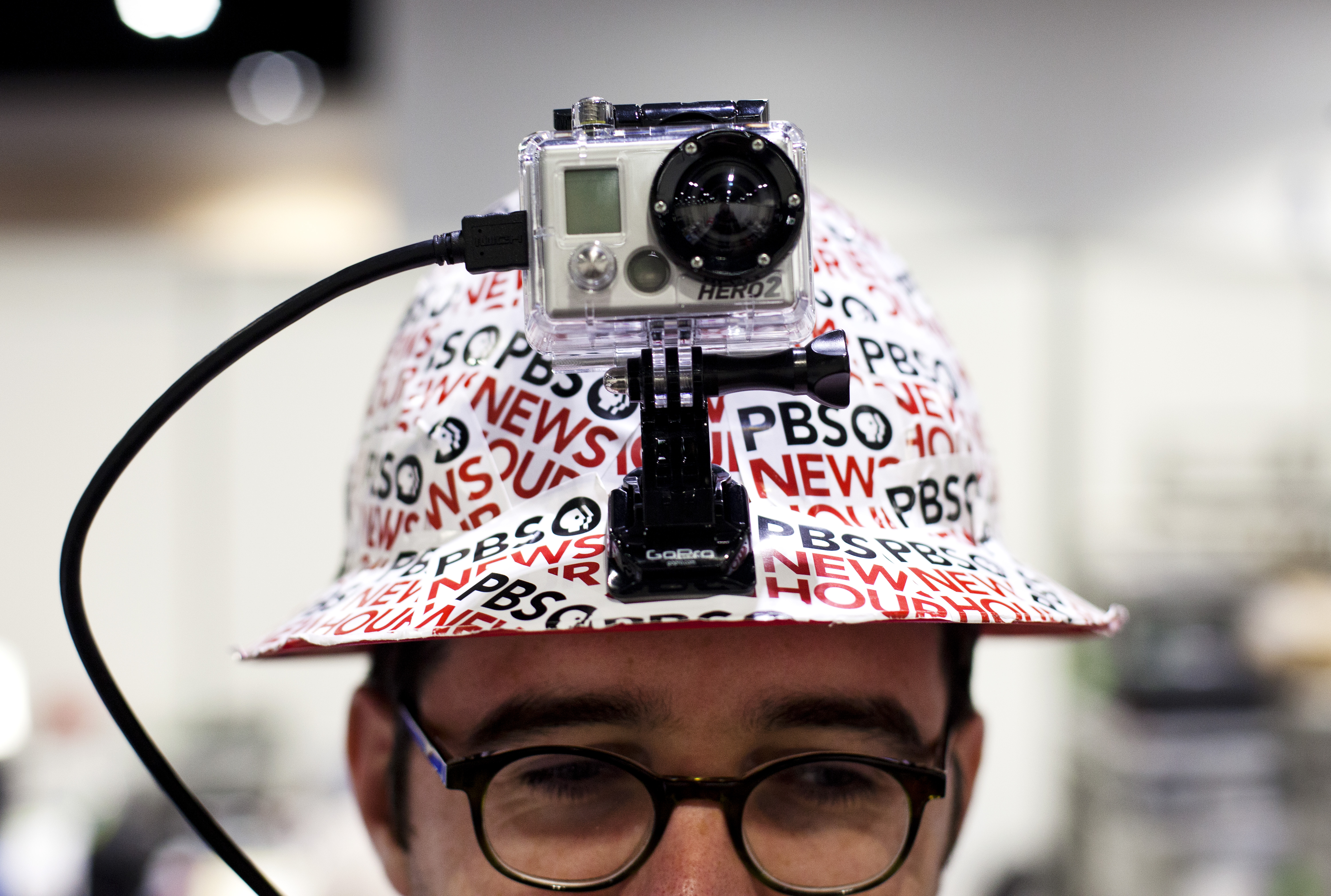
Reporter amb una càmera corporal per transmetre en viu rodes de premsa.

Les càmeres corporals o càmeres portàtils són una tecnologia corporal usada per al registre d'àudio, vídeo, o fotografies.
Les càmeres corporals tenen una gamma d'usos i dissenys, del qual l'ús més conegut és com a part d'equipament de la policia. Altres usos inclouen càmeres d'acció per a esdeveniments socials i recreatius (com el ciclisme), dins el comerç, en assistència sanitària i ús mèdic, en ús militar, al periodisme, al sousveillance i la vigilància.
Una investigació de NASCENT sobre l'impacte de les càmeres corporals en el compliment de la llei mostra evidència mixta pel que fa a l'impacte de les càmeres en l'ús de la força per part de l'aplicació de llei i la confiança en la policia a les comunitats.

## Dissenys
Les càmeres corporals són comunament dissenyades per ser col·locades en una de tres ubicacions: al tronc, sobre o incorporat a un casc, i sobre o incorporat a les ulleres. Alguns dissenys poden incloure la funció de realitzar un streaming, mentre que altres implementen l'emmagatzematge local. El Centre Nacional d'Investigació, Prova i Avaluació de la Tecnologia de Justícia Criminal ha realitzat enquestes de mercat sobre les càmeres corporals per assistir a organitzacions en la compra de la millor càmera. L'enquesta parla de la funcionalitat de dispositiu, la seva òptica, àudio, GPS, entre d'altres categories. La gamma de preus varien entre 200 dòlars fins a 2,000 dòlars.

## Aplicacions

### Compliment de la llei
ció a gran escala en els Estats Units, principalment per augmentar i millorar la transparència i responsabilitat policial. Altres països han seguit aquesta tendència. Els primers estudis van mostrar resultats majoritàriament positius, però estudis posteriors han mostrat resultats mixtos. Els resultats han mostrats diferències per diversos factors com el context local i les directrius que regulen l'activació de les càmeres. Els problemes inclouen la capacitació, privacitat, emmagatzematge i l'ús de registres en fases posteriors en el sistema judicial.

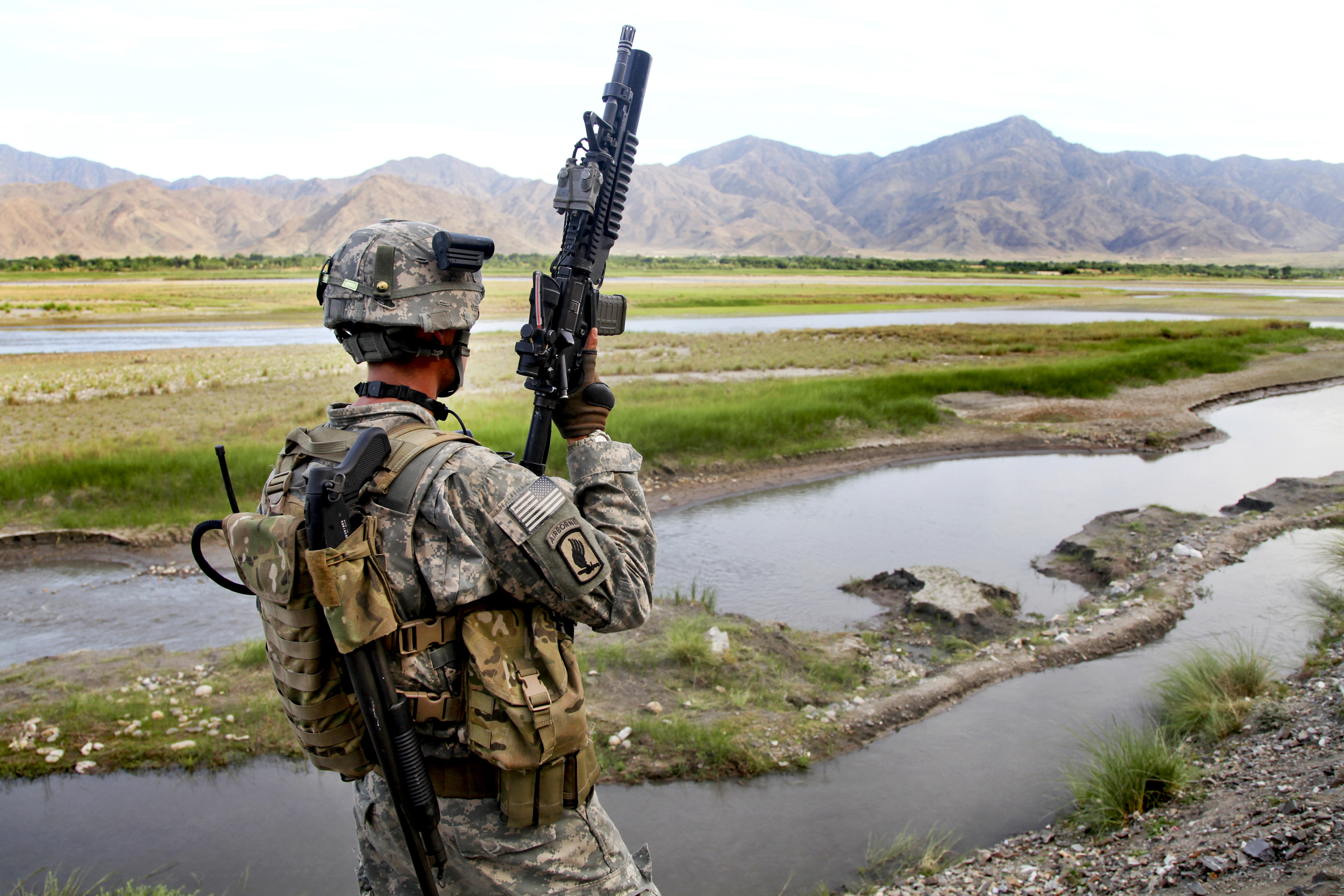
Soldat nord-americà en l'Afganistan amb una càmera corporal al casc, 2010

Les càmeres corporals, principalment les càmeres de casc són utilitzades en el exèrcit. El vídeo pot ser emmagatzemat localment, o transmès a un centre de comandament o avançada militar. Un cas notable on es va usar aquesta tecnologia va ser en la operació Llança de Neptú, on es creu que imatges en viu de l'assalt van ser retransmeses a la Casa Blanca. En 2013, un soldat Marí Reial britànic va estar condemnat per assassinat després de disparar fins a la mort a un insurgent afganès que es trobava ferit, contrari a l'estipulat en la Convenció de Ginebra. L'incident havia estat gravat per un càmera de casc les imatges i so van ser utilitzades com s'evidencia en una cort marcial. La càmera de casc ha estat utilitzada en el documental "Taking Fire" de Discovery Channel sobre la 101 ° Divisió Aerotransportada en la Campanya de la Vall de Korengal, documentant les seves imatges personals de la guerra. En 2016 una càmera recuperada de el casc d'un militar mort mostrava un contrast de caos i pànic en una batalla contra el peixmerga kurd. "

### Lluita contra els incendis

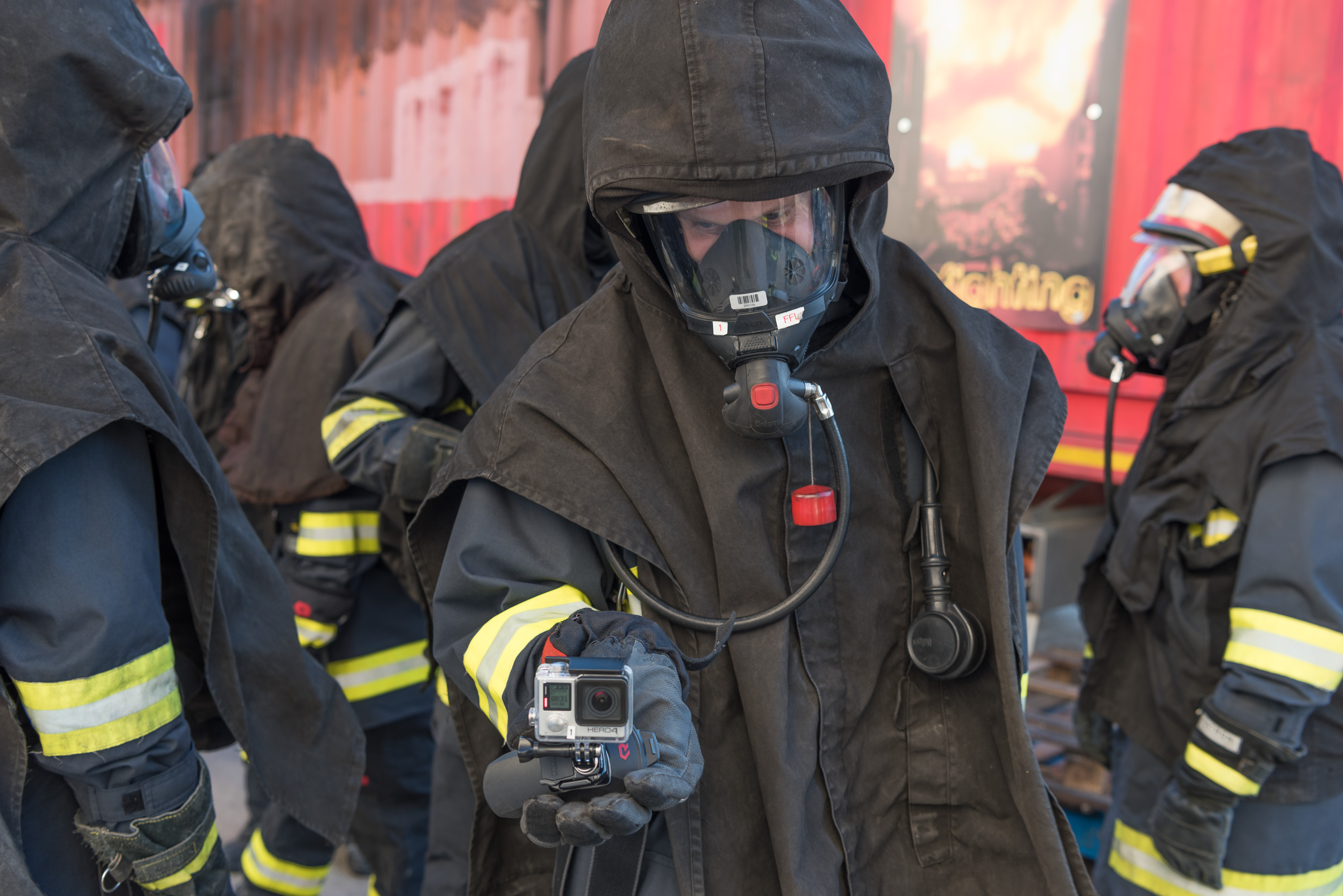
Bomber utilitzant una càmera corporal

Els bombers utilitzen les càmeres corporals com a eina per avaluar Incendis, a més de propòsits de comunicació i entrenament. Les càmeres en aquesta professió són freqüentment càmeres tèrmiques per a ser capaços de veure en la foscor i el fum a l'interior dels edificis. Es pot afegir funcionalitats de realitat augmentada per ressaltar els contorns d'objectes i persones.

### Cura de la salut
Les càmeres corporals han estat suggerides i explorades en diferents parts de l'àmbit mèdic. La informació recopilada de càmeres corporals pot ajudar en les investigacions mèdiques, així com reduir el marge d'error causat pels autoreportajes inexactes. S'especula que és comú infraregistrar informació a l'realitzar avaluacions dietètiques i nutricionals. Les investigacions suggereixen que les càmeres corporals redueixen el infraregistre durant la presa de les avaluacions. Els càmeres corporals per exemple poden ser utilitzades com una memòria protèsica per a condicions que afecten la memòria. Les càmeres corporals han estat usades com a ajuda en l'àmbit clínic. En 2013, Google Glass van ajudar a cirurgies per proporcionar una forma mans lliures per retransmetre i rebre ajuda d'un altre cirurgià. Cambra corporals van ser proporcionats a el personal mèdic pel "Cardiff and Val Health Board" a Gal·les, Regne Unit. Les càmeres van ser enviades per reduir la probabilitat d'agressions violentes contra el personal. Segons el director que brinda suport a el personal agredits, les càmeres i especialment el registre d'àudio ha estat d'utilitat per a realitzar processaments reeixits.

## Preocupacions per la privacitat
Preocupacions pel que fa a la privacitat ha estat debatuda pel que fa a aquesta tecnologia, més notablement en el cas de Google Glass i de la vigilància. La vigilància massiva, en combinació amb el reconeixement facial i altres tecnologies capaces d'interpretar vídeos a munts, signifiquen que totes les càmeres, incloses les càmeres corporals, podria crear un mitjà de rastrejar a les persones a allà on vagin. Amb relació a la vigilància, els crítics han advertit que cada oficial de la policia podria esdevenir una "càmera de vigilància ambulant". Els policies interaccionaran amb els ciutadans durant moments de vulnerabilitat, com en un hospital, o en una situació de violència domèstica. Les preocupacions també han esmentat que aquests algoritmes no només infringeixen el dret a la privacitat, però també podria ser moralment esbiaixats. La Unió de Llibertats Civils Americana ha suggerit polítiques per equilibrar els drets del ciutadà amb el desig de major transparència i responsabilitat.